# Thượng tướng Kỵ binh
Thượng tướng Kỵ binh (tiếng Đức: General der Kavallerie) là một cấp bậc tướng lĩnh cao cấp trong lịch sử quân sự của Áo và Đức.
Cấp bậc này bắt đầu từ tước hiệu Chỉ huy trưởng Kỵ binh trong quân đội của Thánh chế La Mã. Khi Thánh chế La Mã tan rã, các quốc gia chịu ảnh hưởng là Phổ và Áo đã đặt tước hiệu này trở thành một cấp bậc tướng lĩnh cụ thể, thường chỉ huy cấp quân đoàn hoặc tập đoàn quân.
Ban đầu, cấp bậc Thượng tướng Kỵ binh cùng cấp bậc Thượng tướng Bộ binh (General der Infanterie) là cấp bậc cao cấp thứ nhì, chỉ sau cấp bậc Thống chế (Generalfeldmarschall) trong quân đội Áo cũng như Phổ (sau này là Đế quốc Đức). Đến tháng 9 năm 1915, Wilhelm II, Hoàng đế Đức lập thêm cấp bậc Đại tướng (Generaloberst) xếp sau cấp bậc Thống chế, cấp bậc Thượng tướng Kỵ binh và Bộ binh trở thành cấp bậc cao cấp thứ 3.
Cấp bậc Thượng tướng Kỵ binh tồn tại qua các thời kỳ Reichswehr (Cộng hòa Weimar), Wehrmacht (Đức Quốc xã) và bị bãi bỏ vào năm 1945.

## Danh sách Thượng tướng Kỵ binh Đế quốc Đức
|    | Tên                               | Năm sinh | Năm mất |
| -- | --------------------------------- | -------- | ------- |
| 1  | Moritz von Bissing                | 1844     | 1917    |
| 2  | Friedrich August Peter von Colomb | 1775     | 1854    |
| 3  | Rudolf Koch-Erpach                | 1886     | 1971    |
| 4  | Kurt Feldt                        | 1897     | 1970    |
| 5  | Erick-Oskar Hansen                | 1889     | 1967    |
| 6  | Gustav Harteneck                  | 1892     | 1984    |
| 7  | Philipp von Hellingrath           | 1862     | 1939    |
| 8  | Ernst von Hoeppner                | 1860     | 1922    |
| 9  | Leonhard von Hohenhausen          | 1788     | 1872    |
| 10 | Michael von Kienmayer             | 1755     | 1828    |
| 11 | Philipp Kleffel                   | 1887     | 1964    |
| 12 | Johann von Klenau                 | 1758     | 1819    |
| 13 | Carl-Erik Koehler                 | 1895     | 1958    |
| 14 | Andreas O'Reilly von Ballinlough  | 1742     | 1832    |
| 15 | Johann Sigismund Riesch           | 1750     | 1821    |
| 16 | Franz Seraph of Rosenberg-Orsini  | 1761     | 1832    |
| 17 | Karl von Vincent                  | 1742     | 1835    |
| 18 | Maximilian von Weichs             | 1881     | 1954    |
| 19 | Siegfried Westphal                | 1902     | 1982    |